# Sassen-Trantow
Sassen-Trantow település Németországban, Mecklenburg-Elő-Pomeránia tartományban. Lakosainak száma 860 fő (2023. december 31.).

## Népesség
A település népességének változása:
| Lakosok száma | 856  | 831  | 854  | 836  | 860  |
|               | 2017 | 2019 | 2021 | 2022 | 2023 |